# Tricentrogyna praecellens
Tricentrogyna praecellens là một loài bướm đêm trong họ Geometridae.